# Décès en 1266
Décès
- 1262
- 1263
- 1264
- 1265
- 1266
- 1267
- 1268
- 1269
- 1270

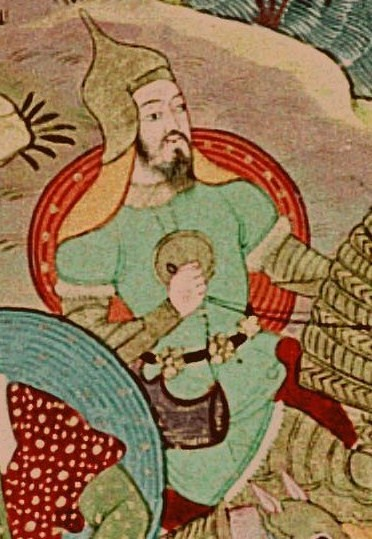
Ariq Boqa, mort en 1266.

Cette page dresse une liste de personnalités mortes au cours de l'année 1266 :
- 11 janvier : Świętopełk II de Poméranie, duc de la Poméranie orientale.
- 10 février: Nâsir ud-Dîn Mahmûd, sultan de Delhi de la dynastie des esclaves.
- 26 février : Manfred Ier de Sicile, souvent désigné sous le nom de Manfred de Hohenstaufen, roi de Sicile.
- mars : Marguerite de Quincy, 2e comtesse de Lincoln suo jure, de la 4e création du titre.
- 4 avril : Jean Ier de Brandebourg, Margrave de Brandebourg avec son frère Othon III.
- 29 juin : Florent, chanoine de Laon, évêque de Saint-Jean-d'Acre et enfin archevêque d'Arles.
- 4 août : Eudes de Bourgogne, ou Eudes de Nevers, comte de Nevers, d'Auxerre et de Tonnerre.
- 12 ou 28 septembre : Henri II d'Anhalt-Aschersleben, prince de la maison d'Ascanie qui règne sur la principauté d'Anhalt-Aschersleben.
- 21 octobre : Birger Jarl,  jarl de Suède.
- 29 octobre : Marguerite d'Autriche, reine de Germanie par son mariage avec Henri II de Souabe puis reine consort de Bohême.
- décembre : Jean d'Ibelin, comte de Jaffa et d'Ascalon est un juriste renommé et l'auteur d'un important traité de lois du royaume de Jérusalem.
- 3 décembre : Henri III le Blanc, Duc de Wrocław avec Ladislas de Salzbourg.

- Abu Hafs Umar al-Murtada, calife almohade.
- Alghu, Khan djaghataïde.
- Andronic II de Trébizonde, empereur de Trébizonde.
- Ariq Boqa, prince mongol, rival de son frère Kubilai pour devenir Grand Khan après la mort de leur frère Möngke.
- Baudouin d'Ibelin, sénéchal du royaume de Chypre.
- Chayban, khan du sud-est de l'Oural, situé entre celui de Batu et celui d'Orda.
- René de Beauvau, aristocrate français, qui accompagna Charles d'Anjou en 1266 à la conquête du royaume de Naples, et devint son connétable.
- Jean de Bernin, appelé aussi Jehan de Bernin, archevêque de Vienne et légat du pape.
- Ève de Saint-Martin, ou Ève de Liège, recluse de la principauté de Liège qui, avec Julienne de Cornillon, est à l'origine de la Fête de l'Eucharistie ou Fête-Dieu.
- Richer le Lorrain, ou Richer de Senones, moine de l’abbaye de Senones dans les Vosges.
- Malcolm II, ou Máel Coluim II, Maol Choluim II, Mormaer de Fife régnant sur le mormaerdom ou comté de Fife.
- Richard de Lauria, issu de la noblesse normande d'Italie méridionale, surtout connu comme étant le père du grand amiral Roger de Lauria.

## Crédit d'auteurs
- Cet article est partiellement ou en totalité issu de l'article intitulé « 1266 » (voir la liste des auteurs).